# Trichopsis
Genre
Espèces de rang inférieur
Le genre Trichopsis regroupe trois espèces de poissons d'eau douce de la famille des Osphronemidae.
Le genre Osphromenus est une appellation synonyme non valide dont la seule espèce était Osphromenus vittatus (nom officiel Trichopsis vittata).

## Liste des espèces
- Trichopsis pumila (Arnold, 1936) ou Gourami grogneur nain[1]
- Trichopsis schalleri Ladiges, 1962
- Trichopsis vittata (Cuvier in Cuvier et Valenciennes, 1831)[2]